# Stigler
Pour les articles homonymes, voir Stigler (homonymie).
 (septembre 2021).
Si vous disposez d'ouvrages ou d'articles de référence ou si vous connaissez des sites web de qualité traitant du thème abordé ici, merci de compléter l'article en donnant les références utiles à sa vérifiabilité et en les liant à la section « Notes et références ».
La ville américaine de Stigler est le siège du comté de Haskell, dans l'Oklahoma. Sa population s’élevait à 2 685 habitants lors du recensement de 2010.